# 照阿娜姆石刻
照阿娜姆石刻位於四川省甘孜藏族自治州石渠縣，文物遺址年代判定為唐代。2007年6月1日公佈為四川省第七批文物保護單位。